# Padangan (Kayen Kidul)
Padangan is een bestuurslaag in het regentschap Kediri van de provincie Oost-Java, Indonesië. Padangan telt 6654 inwoners (volkstelling 2010).